# شنت ياقب (إسبانيا)
شنت ياقُب أو شنت ياقوه أو شنت ياقوب أو شنت يَاق أو شنت ياقة أو شنت ياقو (بالإسبانية: Santiago de Compostela سنتياغو دي كومبوستيلا)‏، هي إحدى بلديات مقاطعة قرجيطة إحدى مقاطعات إسبانيا، و التي تقع في منطقة جليقية شمال غرب إسبانيا. يبلغ عدد سكانها 95,092 نسمة وفقاً لإحصائية سنة (2002). تحوي ضريح يعقوب بن زبدي، وهي محج لكثير من الرومان الكاثوليك.

## المناخ
يظهر الجدول التالي التغييرات المناخية على مدار السنة لسانتياغو دي كومبوستيلا:
| البيانات المناخية لـسانتياغو دي كومبوستيلا | البيانات المناخية لـسانتياغو دي كومبوستيلا | البيانات المناخية لـسانتياغو دي كومبوستيلا | البيانات المناخية لـسانتياغو دي كومبوستيلا | البيانات المناخية لـسانتياغو دي كومبوستيلا | البيانات المناخية لـسانتياغو دي كومبوستيلا | البيانات المناخية لـسانتياغو دي كومبوستيلا | البيانات المناخية لـسانتياغو دي كومبوستيلا | البيانات المناخية لـسانتياغو دي كومبوستيلا | البيانات المناخية لـسانتياغو دي كومبوستيلا | البيانات المناخية لـسانتياغو دي كومبوستيلا | البيانات المناخية لـسانتياغو دي كومبوستيلا | البيانات المناخية لـسانتياغو دي كومبوستيلا | البيانات المناخية لـسانتياغو دي كومبوستيلا |
| الشهر                                      | يناير                                      | فبراير                                     | مارس                                       | أبريل                                      | مايو                                       | يونيو                                      | يوليو                                      | أغسطس                                      | سبتمبر                                     | أكتوبر                                     | نوفمبر                                     | ديسمبر                                     | المعدل السنوي                              |
| ------------------------------------------ | ------------------------------------------ | ------------------------------------------ | ------------------------------------------ | ------------------------------------------ | ------------------------------------------ | ------------------------------------------ | ------------------------------------------ | ------------------------------------------ | ------------------------------------------ | ------------------------------------------ | ------------------------------------------ | ------------------------------------------ | ------------------------------------------ |
| الدرجة القصوى °م (°ف)                      | 20.3 (68.5)                                | 23.2 (73.8)                                | 27.6 (81.7)                                | 30.2 (86.4)                                | 34.0 (93.2)                                | 37.8 (100.0)                               | 39.4 (102.9)                               | 39.0 (102.2)                               | 39.0 (102.2)                               | 30.4 (86.7)                                | 24.2 (75.6)                                | 23.4 (74.1)                                | 39.4 (102.9)                               |
| متوسط درجة الحرارة الكبرى °م (°ف)          | 11.2 (52.2)                                | 12.5 (54.5)                                | 15.0 (59.0)                                | 16.1 (61.0)                                | 18.6 (65.5)                                | 22.2 (72.0)                                | 24.3 (75.7)                                | 24.7 (76.5)                                | 22.8 (73.0)                                | 18.1 (64.6)                                | 14.1 (57.4)                                | 11.9 (53.4)                                | 17.6 (63.7)                                |
| المتوسط اليومي °م (°ف)                     | 7.7 (45.9)                                 | 8.3 (46.9)                                 | 10.2 (50.4)                                | 11.2 (52.2)                                | 13.6 (56.5)                                | 16.8 (62.2)                                | 18.6 (65.5)                                | 19.0 (66.2)                                | 17.4 (63.3)                                | 13.8 (56.8)                                | 10.4 (50.7)                                | 8.5 (47.3)                                 | 13.0 (55.4)                                |
| متوسط درجة الحرارة الصغرى °م (°ف)          | 4.1 (39.4)                                 | 4.1 (39.4)                                 | 5.4 (41.7)                                 | 6.2 (43.2)                                 | 8.5 (47.3)                                 | 11.3 (52.3)                                | 13.0 (55.4)                                | 13.3 (55.9)                                | 11.9 (53.4)                                | 9.5 (49.1)                                 | 6.7 (44.1)                                 | 5.0 (41.0)                                 | 8.3 (46.9)                                 |
| أدنى درجة حرارة °م (°ف)                    | −7.0 (19.4)                                | −9.0 (15.8)                                | −5.6 (21.9)                                | −3.0 (26.6)                                | −2.0 (28.4)                                | 3.4 (38.1)                                 | 3.4 (38.1)                                 | 1.0 (33.8)                                 | 3.0 (37.4)                                 | −1.6 (29.1)                                | −3.2 (26.2)                                | −6.5 (20.3)                                | −9.0 (15.8)                                |
| معدل هطول الأمطار مم (إنش)                 | 210 (8.3)                                  | 167 (6.6)                                  | 146 (5.7)                                  | 146 (5.7)                                  | 135 (5.3)                                  | 72 (2.8)                                   | 43 (1.7)                                   | 57 (2.2)                                   | 107 (4.2)                                  | 226 (8.9)                                  | 217 (8.5)                                  | 261 (10.3)                                 | 1٬787 (70.4)                               |
| متوسط أيام هطول الأمطار (≥ 1 mm)           | 15.2                                       | 12.6                                       | 12.8                                       | 14.4                                       | 12.7                                       | 7.6                                        | 5.7                                        | 5.5                                        | 8.4                                        | 14.0                                       | 14.9                                       | 15.9                                       | 139.5                                      |
| متوسط الأيام المثلجة                       | 1.0                                        | 0.7                                        | 0.2                                        | 0.3                                        | 0                                          | 0                                          | 0                                          | 0                                          | 0                                          | 0                                          | 0.1                                        | 0.3                                        | 2.7                                        |
| متوسط الرطوبة النسبية (%)                  | 84                                         | 79                                         | 75                                         | 76                                         | 76                                         | 74                                         | 74                                         | 74                                         | 75                                         | 82                                         | 86                                         | 85                                         | 78                                         |
| ساعات سطوع الشمس الشهرية                   | 93                                         | 114                                        | 151                                        | 165                                        | 187                                        | 225                                        | 243                                        | 237                                        | 184                                        | 132                                        | 95                                         | 85                                         | 1٬911                                      |
| المصدر: Agencia Estatal de Meteorología    |                                            |                                            |                                            |                                            |                                            |                                            |                                            |                                            |                                            |                                            |                                            |                                            |                                            |

## توأمة
لسانتياغو دي كومبوستيلا اتفاقيات توأمة مع كل من:
- أسيزي
- ساو باولو
- كالي
- قلمرية
- سانتياغو دو كاسيم
- مشهد
- بوينس آيرس
- قم
- مدينة كيريتارو
- سانتياغو دي لوس كاباليروس
- لاس بيدراس [الإنجليزية]‏
- بيزا
- سانتياغو دي كوبا
- أوفييدو
- تشيوفو
- لو بوي أون فيلاي
- قصرش

## أعلام
- ألفونسو السادس ملك قشتالة
- ماريانو راخوي
- ريكاردو كارفاليو
- فرنسيسكو بلانكو سالسيدو
- روبرتو فيدال
- أنخل آمور روبيال
- إيوجينو مونتيرو ريوس
- بورخا ايغليسياس
- فرناندو أندرادي سوتومايور
- روساليا دي كاسترو